# Форсберг, Лола
Лола Фосберг (англ. Lola Forsberg; род. 1 февраля 1999) — американская киноактриса.

## Биография
Родилась в Санта-Монике, в штате Калифорния 1 февраля 1999 года. Её матерью является режиссёр и продюсер Карен Гудман, а отцом — режиссёр Эрик Фосберг. Дебютировала в кино, снявшись в фильме Кристофера Копполы «Бель Эйр», вышедшем в 2000 году. Первая полноценная роль была в фильме Алейна Силвера «Белые ночи» (2004).
Также актриса снялась в таких фильмах как, «Похищение пришельцами» (2005), «Змеи в поезде» (2006), «Ночь мертвецов» (2006), «Комната пыток» (2008) и «Непристойное кино» (2009). Снялась в видеоклипе группы Kissing Violet « Feel the Disease». Регулярно снимается в фильмах производства The Asylum и Cerebral Experiment productions. Появлялась в рекламных роликах различных брендов, в частности для компании Ameriquest, выступавшей спонсором супербоула 2006 года.
В 2010 году Фосберг снялась в небольшой роли в фильме «Мега Пиранья». В 2011 году была отобрана Tijuana Entertainment для участия в детском реалити-шоу канала Lifetime.